# Diócesis de Udon Thani
La diócesis de Udon Thani (en latín: Dioecesis Udonthanien(sis) y en tailandés: เขตมิสซังอุดรธานี) es una circunscripción eclesiástica latina de la Iglesia católica en Tailandia, sufragánea de la arquidiócesis de Thare y Nonseng. La diócesis tiene al obispo Joseph Luechai Thatwisai como su ordinario desde el 14 de noviembre de 2009.

## Territorio y organización
La diócesis tiene 45 232 km² y extiende su jurisdicción sobre los fieles católicos de rito latino residentes en las provincias de: Khon Kaen, Loei, Nongbua Lamphu, Nong Khai y Udon Thani.
La sede de la diócesis se encuentra en la ciudad de Udon Thani, en donde se halla la Catedral de Nuestra Señora del Perpetuo Socorro.
En 2020 en la diócesis existían 72 parroquias.

## Historia
El vicariato apostólico de Udonthani fue erigido el 7 de mayo de 1953 con la bula Nos quibus del papa Pío XII, obteniendo el territorio del vicariato apostólico de Thare (hoy arquidiócesis de Thare y Nonseng).
El 18 de diciembre de 1965 el vicariato apostólico fue elevado a diócesis con la bula Qui in fastigio del papa Pablo VI.
El 2 de julio de 1969, por decreto Cum Excellentissimus de la Congregación para la Evangelización de los Pueblos, tomó su nombre actual.

## Estadísticas
De acuerdo al Anuario Pontificio 2021 la diócesis tenía a fines de 2020 un total de 19 943 fieles bautizados.
| Año                                                                             | Población            | Población | Población      | Sacerdotes | Sacerdotes    | Sacerdotes    | Bautizados por sacerdote | Diáconos permanentes | Religiosos | Religiosos | Parroquias |
| Año                                                                             | Bautizados católicos | Total     | % de católicos | Total      | Clero secular | Clero regular | Bautizados por sacerdote | Diáconos permanentes | Varones    | Mujeres    | Parroquias |
| ------------------------------------------------------------------------------- | -------------------- | --------- | -------------- | ---------- | ------------- | ------------- | ------------------------ | -------------------- | ---------- | ---------- | ---------- |
| 1970                                                                            | 9655                 | 2 005 642 | 0.5            | 21         |               | 21            | 459                      |                      | 25         | 26         | 17         |
| 1980                                                                            | 13 002               | 3 777 885 | 0.3            | 23         | 1             | 22            | 565                      |                      | 50         | 72         | 51         |
| 1990                                                                            | 16 565               | 4 804 503 | 0.3            | 27         | 3             | 24            | 613                      | 1                    | 35         | 93         | 57         |
| 1999                                                                            | 15 208               | 5 267 331 | 0.3            | 31         | 9             | 22            | 490                      | 1                    | 24         | 99         | 55         |
| 2000                                                                            | 15 415               | 5 284 691 | 0.3            | 33         | 10            | 23            | 467                      | 1                    | 26         | 104        | 56         |
| 2001                                                                            | 15 612               | 5 285 002 | 0.3            | 31         | 9             | 22            | 503                      | 1                    | 28         | 109        | 56         |
| 2002                                                                            | 15 801               | 5 285 002 | 0.3            | 33         | 10            | 23            | 478                      |                      | 28         | 106        | 57         |
| 2003                                                                            | 16 265               | 5 317 240 | 0.3            | 38         | 12            | 26            | 428                      |                      | 31         | 110        | 60         |
| 2004                                                                            | 16 359               | 5 318 718 | 0.3            | 41         | 12            | 29            | 399                      |                      | 33         | 100        | 60         |
| 2010                                                                            | 16 822               | 5 371 000 | 0.3            | 44         | 19            | 25            | 382                      |                      | 27         | 100        | 32         |
| 2014                                                                            | 18 204               | 5 377 000 | 0.3            | 45         | 16            | 29            | 404                      |                      | 32         | 100        | 69         |
| 2017                                                                            | 19 263               | 5 527 000 | 0.3            | 52         | 20            | 32            | 370                      |                      | 34         | 100        | 73         |
| 2020                                                                            | 19 943               | 5 491 650 | 0.4            | 63         | 35            | 28            | 316                      |                      | 30         | 100        | 72         |
| Fuente: Catholic-Hierarchy, que a su vez toma los datos del Anuario Pontificio. |                      |           |                |            |               |               |                          |                      |            |            |            |

## Episcopologio
- Clarence James Duhart, C.SS.R. † (1953-2 de octubre de 1975 renunció)
- George Yod Phimphisan, C.SS.R. † (2 de octubre de 1975-14 de noviembre de 2009 retirado)
- Joseph Luechai Thatwisai, desde el 14 de noviembre de 2009